# Verbascum sivasicum
Verbascum sivasicum är en flenörtsväxtart som beskrevs av Hub.-mor.. Verbascum sivasicum ingår i släktet kungsljus, och familjen flenörtsväxter. Inga underarter finns listade i Catalogue of Life.